# Plaza de San Juan (La Valeta)
La plaza de San Juan (en maltés: Pjazza San Ġwann, o Misraħ San Ġwann) se encuentra en frente de la Concatedral de San Juan en La Valeta, capital de Malta. Cuenta con varios cafés al aire libre, rodeada de una galería elegante.
En el centro de la plaza, frente al atrio y la entrada a la Catedral, hay un pequeño monumento al ex primer ministro de Malta Enrico Mizzi, esculpida en 1964 por Vincent Apap (b 1909;. D 2003). A la izquierda y a la derecha de la entrada de la Catedral, están las fuentes de León y el Unicornio, esculpidas en piedra caliza.